# Jules De Bruycker
Jules-François De Bruycker (ur. 29 marca 1870 w Gandawie, zm. 5 września 1945 tamże) – belgijski grafik, rysownik i malarz.

## Życiorys
Jego ojciec zmarł w 1884 roku, co sprawiło, że musiał podjąć pracę zarobkową i został pomocnikiem tapicera. Późno rozpoczął swoją karierę artystyczną. Od 1893 roku kształcił się w Królewskiej Akademii Sztuk Pięknych w Gandawie, jego nauczycielami byli m.in. Jean Delvin, Edgard Tytgat i Louis Tytgadt. Otworzył swoją pierwszą pracownię w wieku 30 lat. Jego pierwsza wystawa została zorganizowana na triennale w gandawskim Salonie. Po wybuchu I wojny światowej wyemigrował do Anglii – w 1914 roku osiadł w Londynie. Poznał tam swoją przyszłą żonę, Raphaëlle, z którą miał jedną córkę. Wrócił do rodzinnego miasta w 1919 roku. Wykładał na Hoger Instituut voor Schone Kunsten w Antwerpii w latach 1924–1936, jego uczniami byli m.in. Victor Dolphyn czy Frans Van Immerseel. Długa choroba i śmierć matki wpłynęły na czasowe przerwanie jego kariery. Jego stan zdrowia pogorszył się w latach 30. XX wieku. Przed śmiercią w gandawskim szpitalu odwiedziła go córka w sukni ślubnej. Został pochowany na gandawskim cmentarzu Westerbegraafplaats. 

## Nagrody
- Prijs voor Beeldende Kunst – nagroda rządu Belgii (1923)[4]

## Twórczość
Znacząco wpłynęła na niego twórczość Alberta Baertsoena, którego akwafortę miał okazję przypadkowo zobaczyć w muzeum w jego rodzinnym mieście w wieku 35 lat. Rozpoczął tworzenie grafik w 1906 roku.  Zajmował się głównie pracą w technice akwaforty i akwatinty, zaniechał pracy w tej technice w latach 1908–1911 i zajął się gwaszami i akwarelami. W 1913 roku namalował osiem obrazów pod wpływem twórczości Prospera Bössa. Do 1911 roku muzeum w Gandawie posiadało kilka grafik De Bruyckera, większość jego prac wówczas znajdowała się w zbiorach prywatnych. 
Podczas I wojny światowej tworzył grafiki związane z wojną, na których przedstawiał złowieszczy krajobraz w stylu Pietera Brueghela młodszego, np. La mort en Flandre (1916). Pojawiły się u niego wówczas potwory zapożyczone z twórczości Hieronima Boscha. Tworzył także pejzaże deszczowego Londynu w stylu Jamesa McNeilla Whistlera. Po I wojnie światowej tworzył prace poświęcone swojemu rodzinnemu miastu – Gandawie. Zwłaszcza lubił przedstawiać tamtejszy kościół św. Mikołaja, który stał się wręcz jego obsesją.
W 1921 roku zainteresował go żebrak Jacobus Alijn, który został modelem do wielu jego prac z tego okresu. Jego styl w zakresie grafiki ewoluował wówczas z przedstawień z przejściami tonalnymi w kierunku dominacji prostych i wyraźnych linii. Po okresie zastoju twórczego nastąpił płodny czas w latach 1925–1926. Postaci ludzkie w jego pracach nabrały wówczas szczupłości i smukłości, pojawiły się subtelne akty i pierwsze portrety. Tworzył prace oparte na motywach z architektury Gandawy, Paryża, Brukseli, Antwerpii, Amiens (z inspiracji żony odbył kilka wyjazdów do Francji). Na skutek pogorszenia się stanu zdrowia w latach 30. XX wieku tworzył mniej akwafort, zajmował się jednak rysunkiem ołówkiem. Podróżował w tym okresie samochodem i szkicował m.in. kawiarnie oraz miejski tłum.
Specjalizował się w ukazywaniu scenek z życia ludu. Lubił przedstawiać sceny ze społecznego marginesu, biedne dzielnice, targowiska, a także teatry. W jego wizerunkach ludzi można dopatrzyć się ironii, a świat przedstawiał przez pryzmat siedmiu grzechów głównych, jednak z poczuciem humoru. 
Zdaniem Franka van der Wijngaerta był to czołowy belgijski grafik jego pokolenia. Do jego poprzedników zaliczył Honoré Daumiera, Paula Gavarniego i Gustave’a Doré. Jego akwarele i gwasze można traktować jako prace wykonywane w ramach odpoczynku od tworzenia prac graficznych.

### Wybrane prace
- Het huis van Jan Palfijn (1912)[15][10]
- Autour du Château des Comtes (1913)[10]
- Le montage du Dragon sur le Beffroi (1914)[10]
- Le quai Saint-Pierre à Gand (1928–1929)[11]
- Sites et visions de Gand (1932) – album widoków Gandawy[16]
- L’eglise Saint-Nicholas à Gand (1938) – album grafik[8]

## Galeria

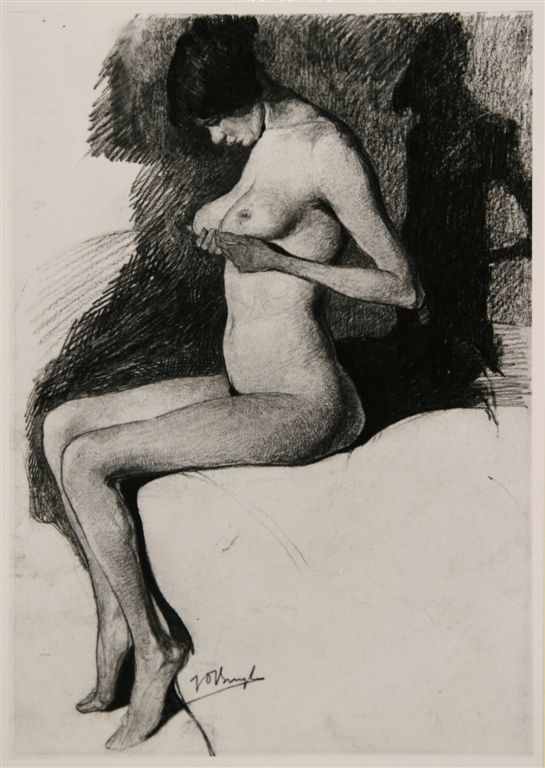
Akt kobiecy
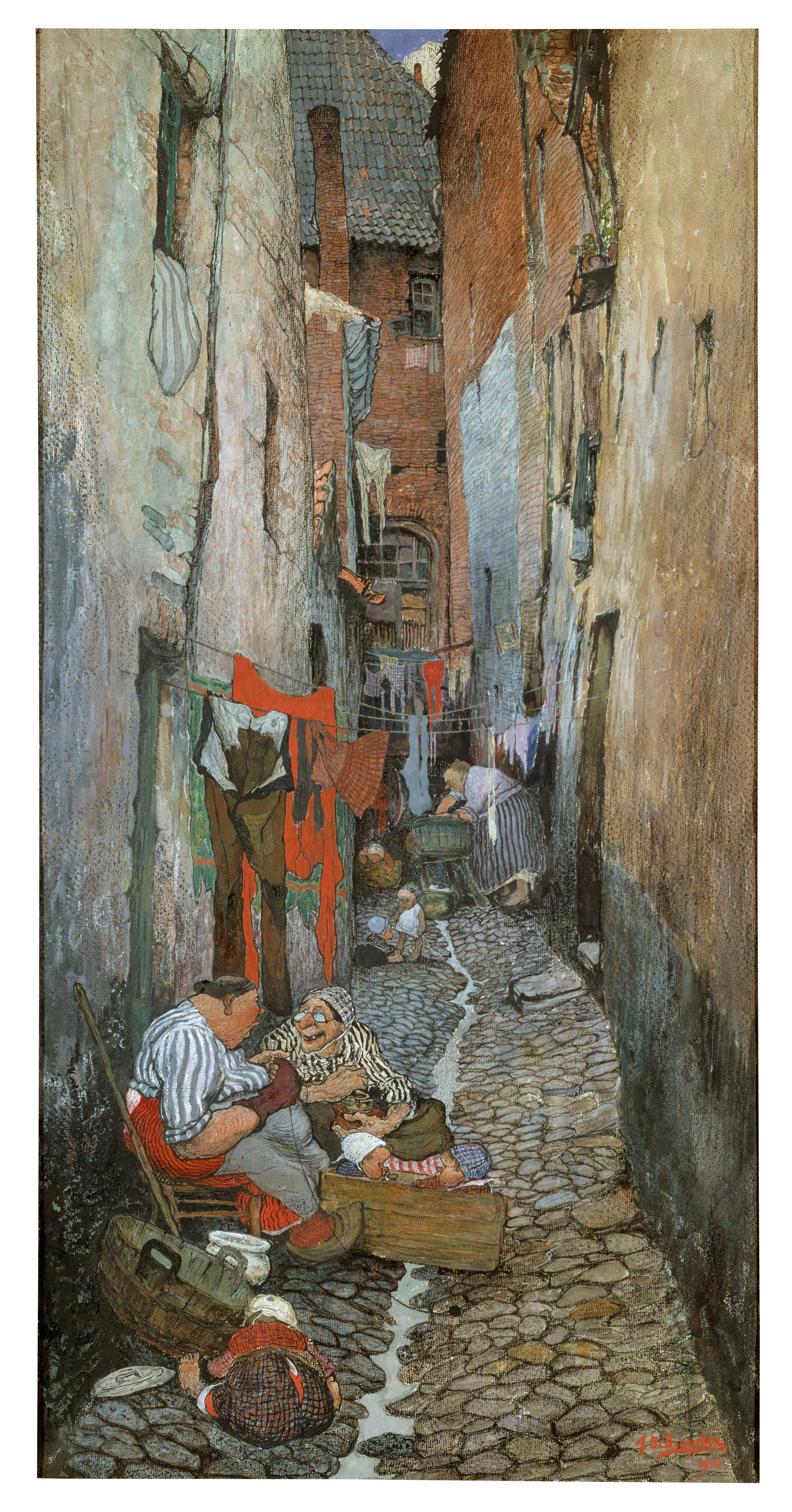
Het Patershol, steegje te Gent, akwarela (1910)
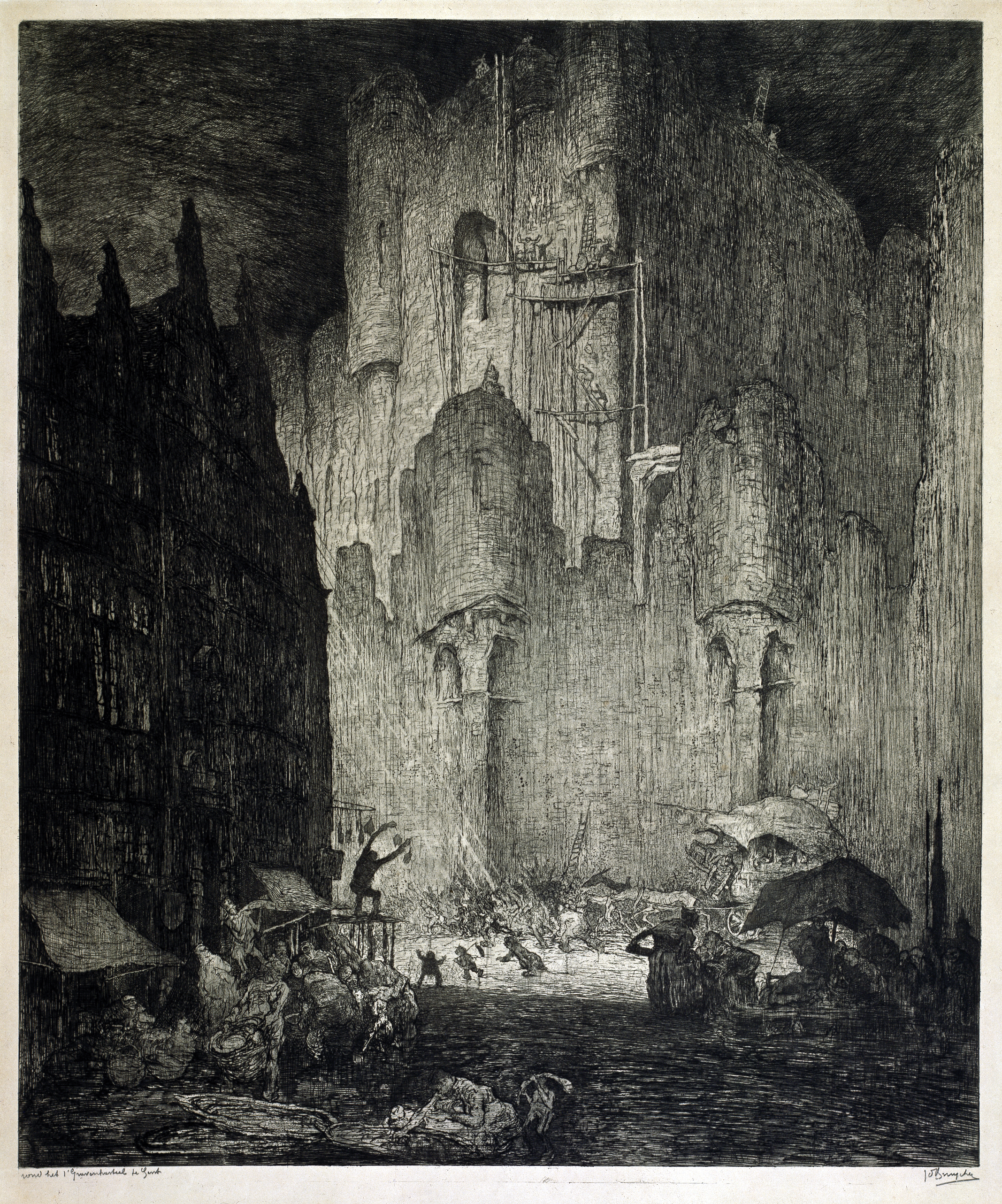
Rond het Gravenkasteel, akwaforta (1913)
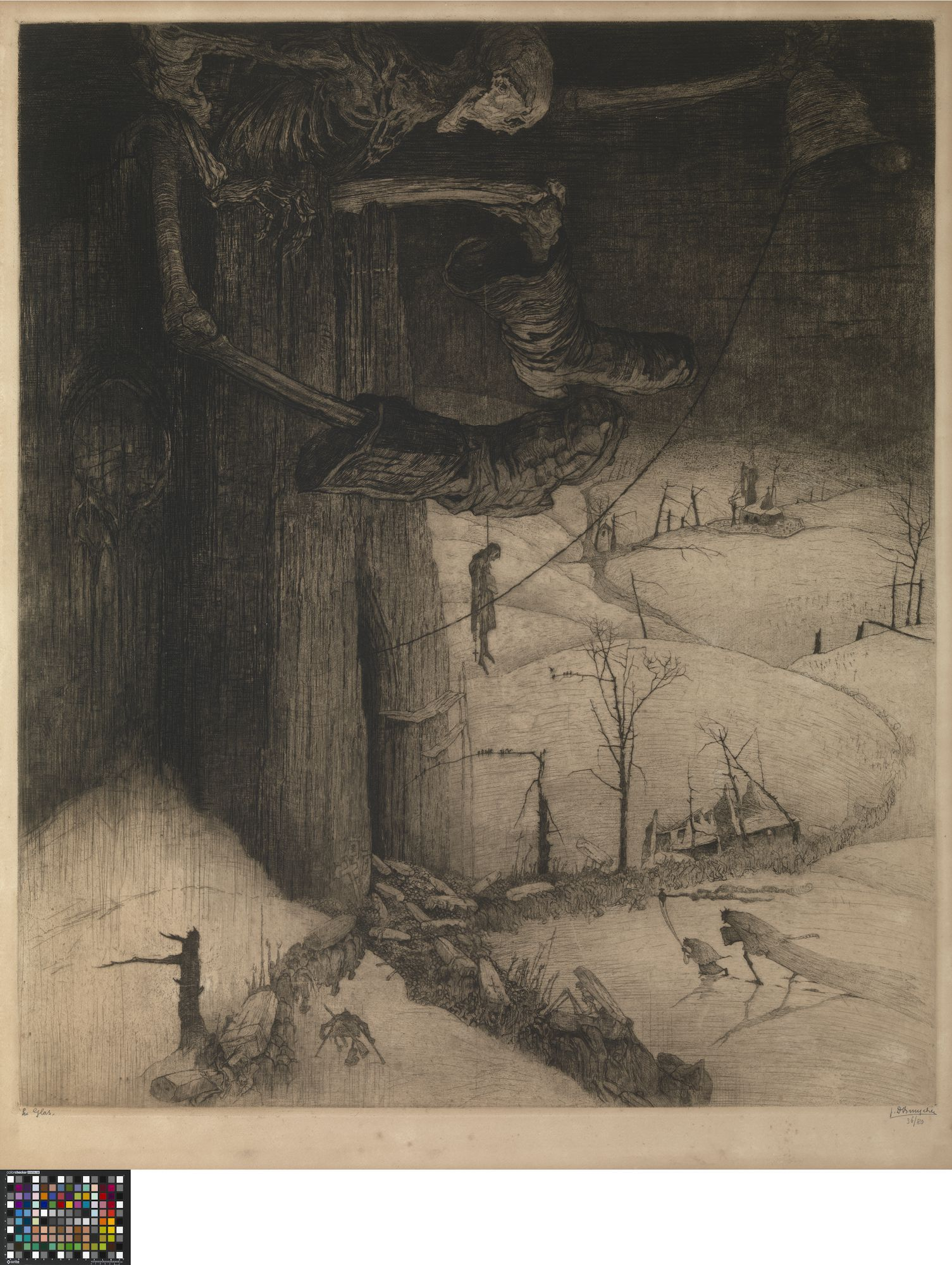
Weer klept de Dood over Vlaanderland, akwaforta (1916)
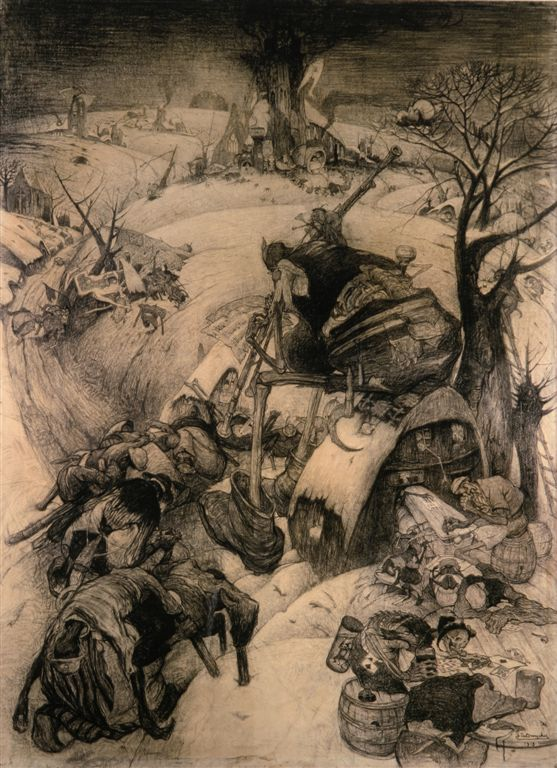
Kermesse noire, rysunek ołówkiem (1919)
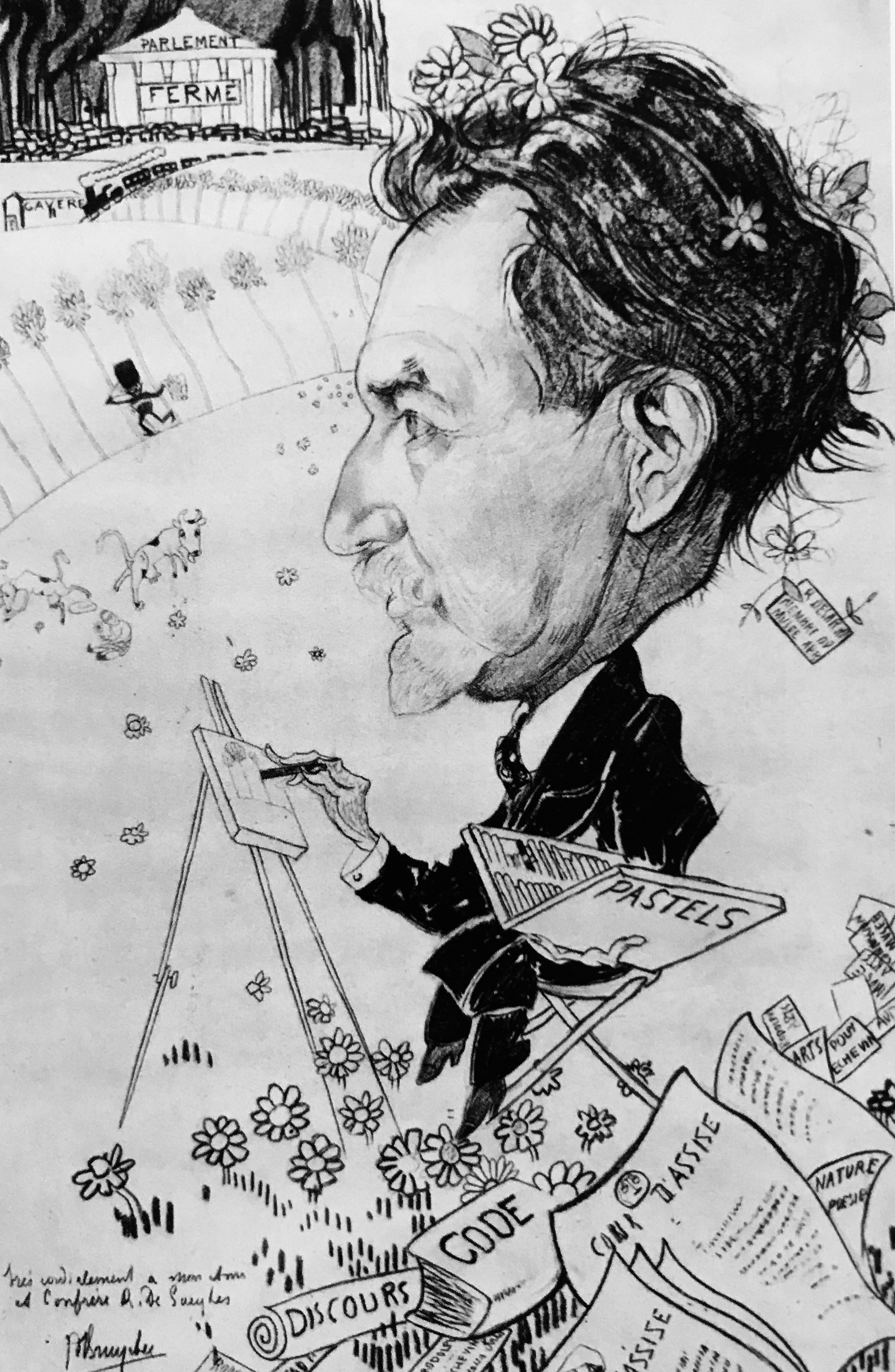
Portret Rodolphe’a De Saeghera(inne języki) (1920)
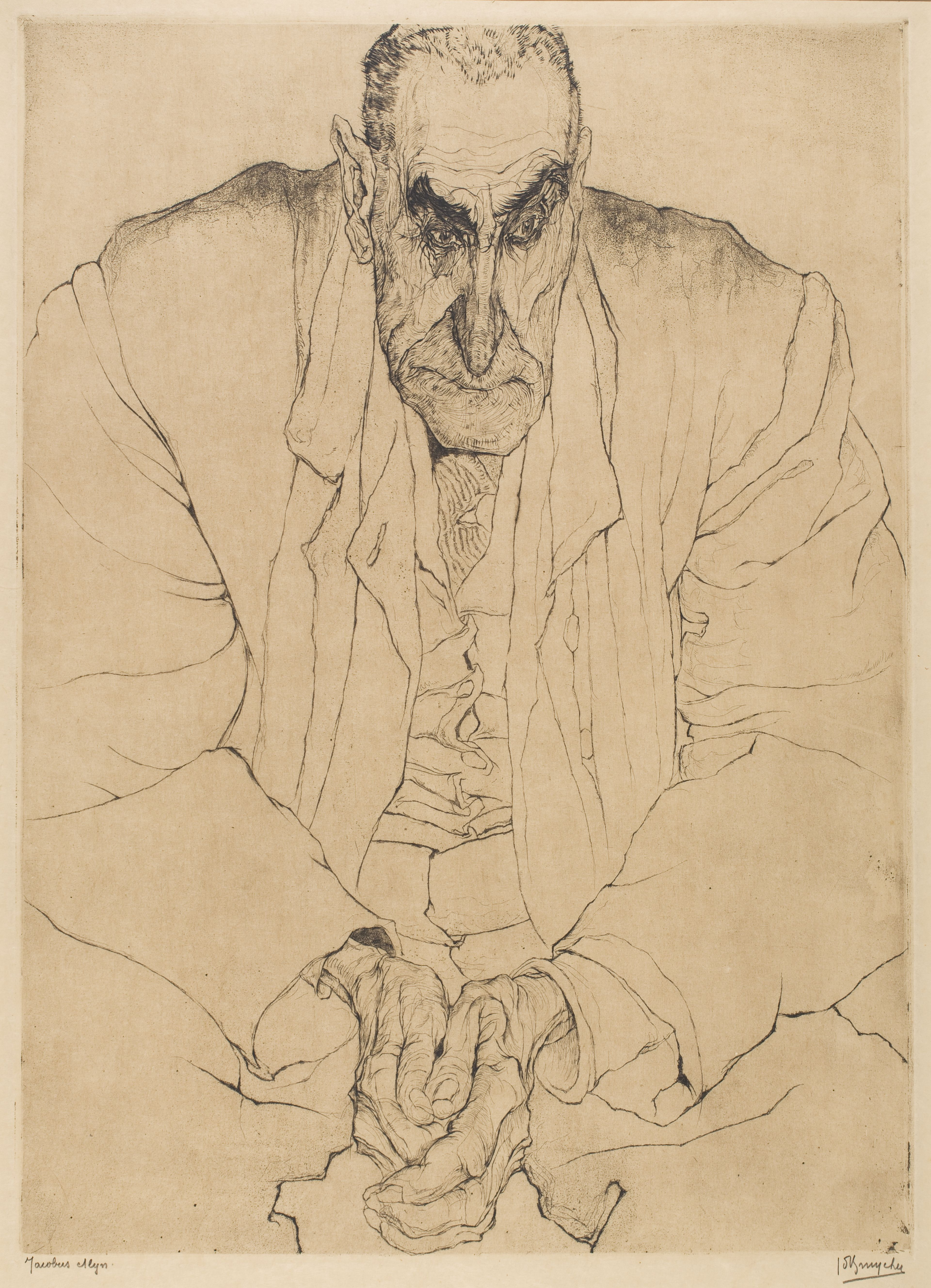
Portret Jacobusa Alijna, akwaforta (1921)
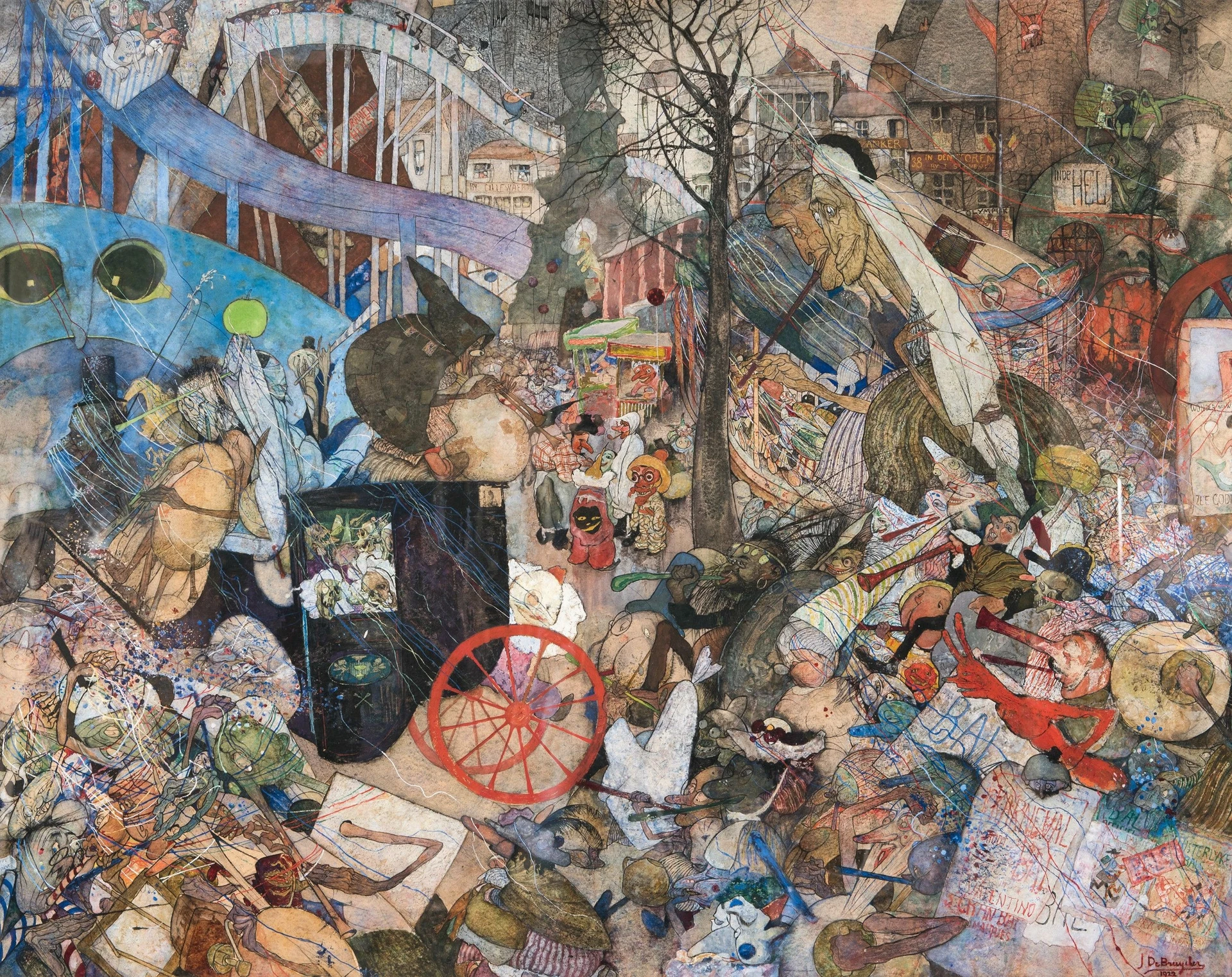
Carnaval, akwarela, gwasz (1922)
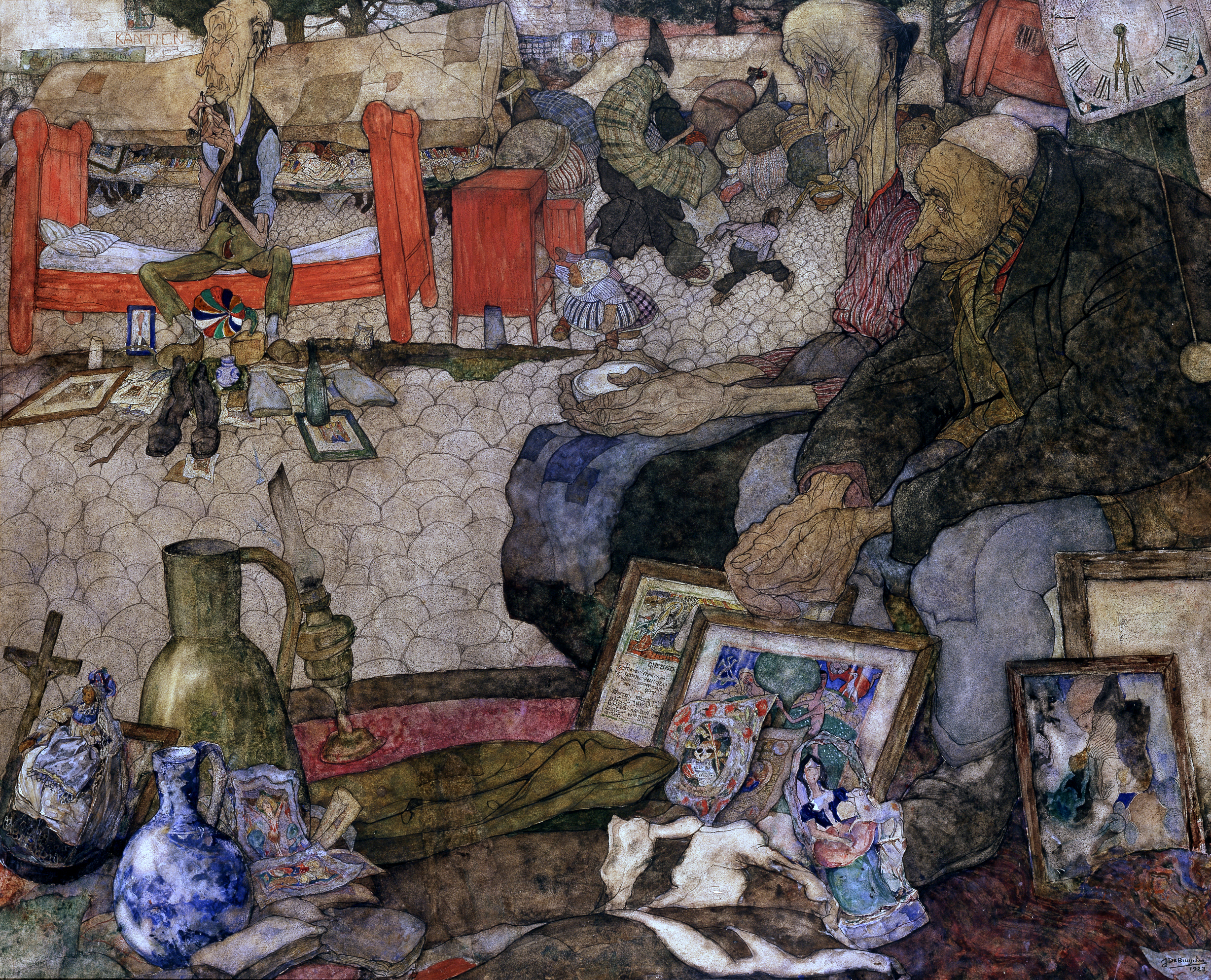
De oude markt in Gent, akwarela (1923)
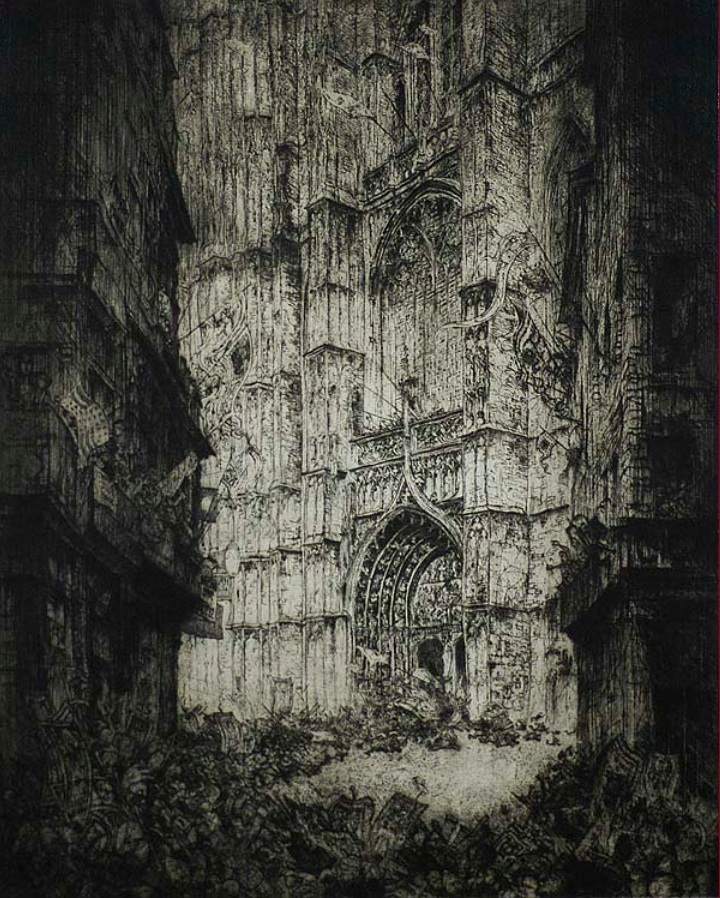
Katedra w Antwerpii, akwaforta (1929)